# St. Stephan und Oswald (Osterzell)

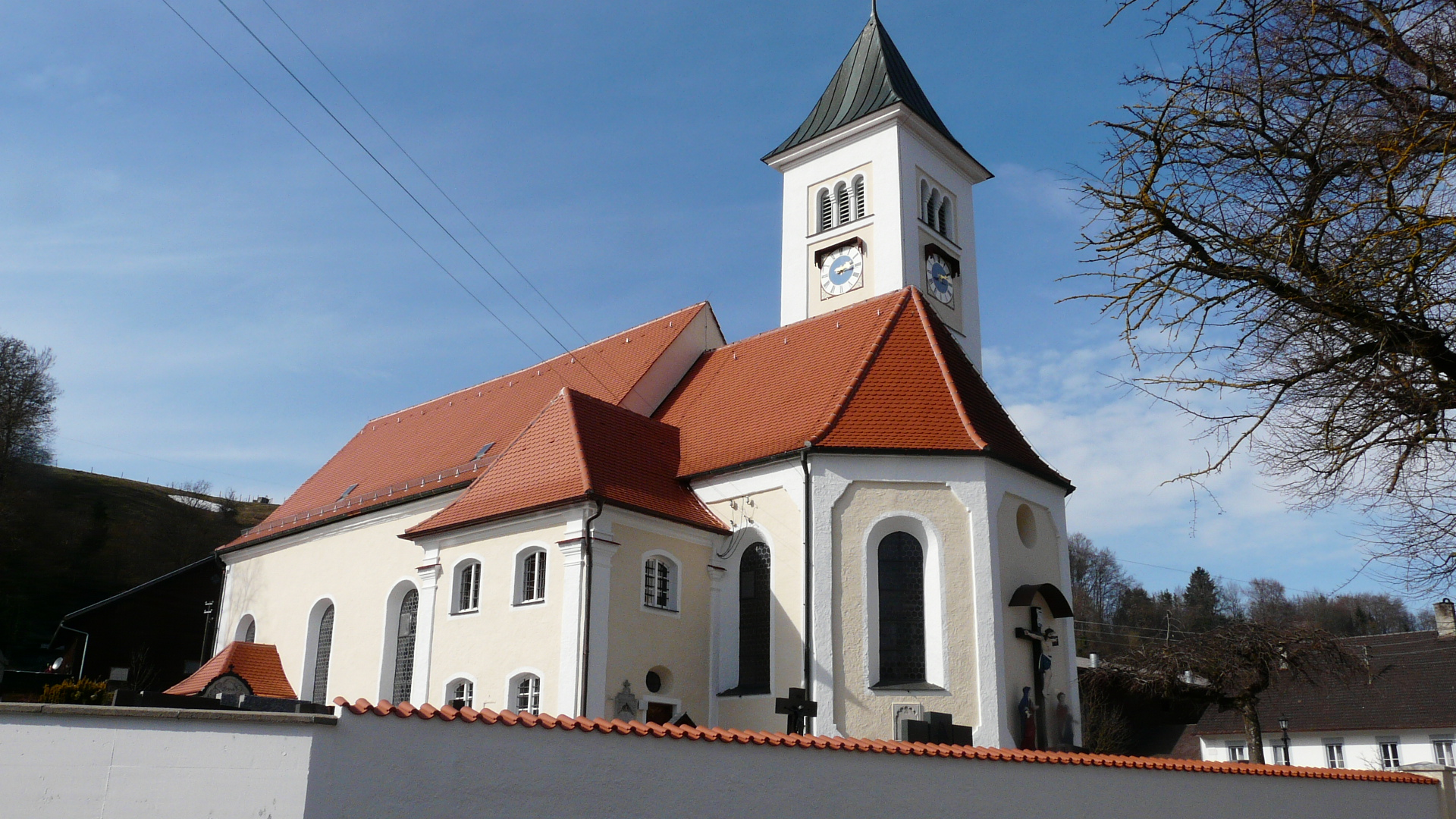
St. Stephan und Oswald in Osterzell

Die St. Stephan und Oswald ist die römisch-katholische Pfarrkirche in Osterzell, einer Gemeinde im schwäbischen Landkreis Ostallgäu in Bayern. Das denkmalgeschützte Bauwerk ist in der Liste der Baudenkmäler in Osterzell unter der Nr. D-7-77-157-1 eingetragen.

## Beschreibung
Die ursprünglich um 1180 erbaute romanische Saalkirche wurde um 1450 gotisiert. Sie besteht aus einem Langhaus, einem eingezogenen, dreiseitig geschlossenen Chor im Osten, einem Chorflankenturm an der Nordwand und einer Sakristei an der Südwand des Chors. 1686 wurde das Langhaus nach Westen verlängert, und der Chorflankenturm erhielt ein Glockengeschoss aufgesetzt. Den Turm bedeckt ein 1846 errichtetes Pyramidendach. 1708 wurden der Chor erneuert und die Sakristei an der Südwand des Chors angebaut. 
Der Innenraum des Langhauses ist mit einem Stichkappengewölbe überspannt. Den Stuck hat 1750 Franz Xaver Schmuzer angebracht. Die Fresken hat 1751 Johann Baptist Baader gestaltet. Der Hochaltar wurde 1829 aufgestellt. Auf dem Altarretabel sind Stephanus und Oswald dargestellt. Die Orgel auf der Empore wurde 1967 von der Orgelbau Schmid gebaut.